# Radioplane
A Radioplane foi uma companhia aérea norte-americana que se focava na produção de veículos aéreos não tripulados para serem usados como alvos em voos de treino.
Durante a Segunda Guerra Mundial, a Radioplane produziu cerca de 9400 unidades do drone Radioplane OQ-3, tornando-o no drone alvo mais usado nos Estados Unidos até então. No pós-guerra a companhia desenvolveu a série Radioplane BTT que, graças a uma linha de produção que se manteve activa durante anos, alcançou a impressionante marca de 60.000 unidades produzidas. A Radioplane produziu também uma série de mísseis teleguiados, sendo o maior deles o GAM-67 Crossbow, que nunca chegou a entrar em serviço. A companhia foi comprada pela Northrop Corporation em 1952, e foi transferida para uma fábrica da Northrop em 1962. Um dos últimos projectos levados a cabo na fábrica original foi o Gemini Paraglider, uma junção se uma asa-delta que teria ao mesmo tempo a função de paraquedas, sendo usada para abrandar um modulo espacial e fazer com que voasse até um local de aterragem.